# Maaltebruggekasteel

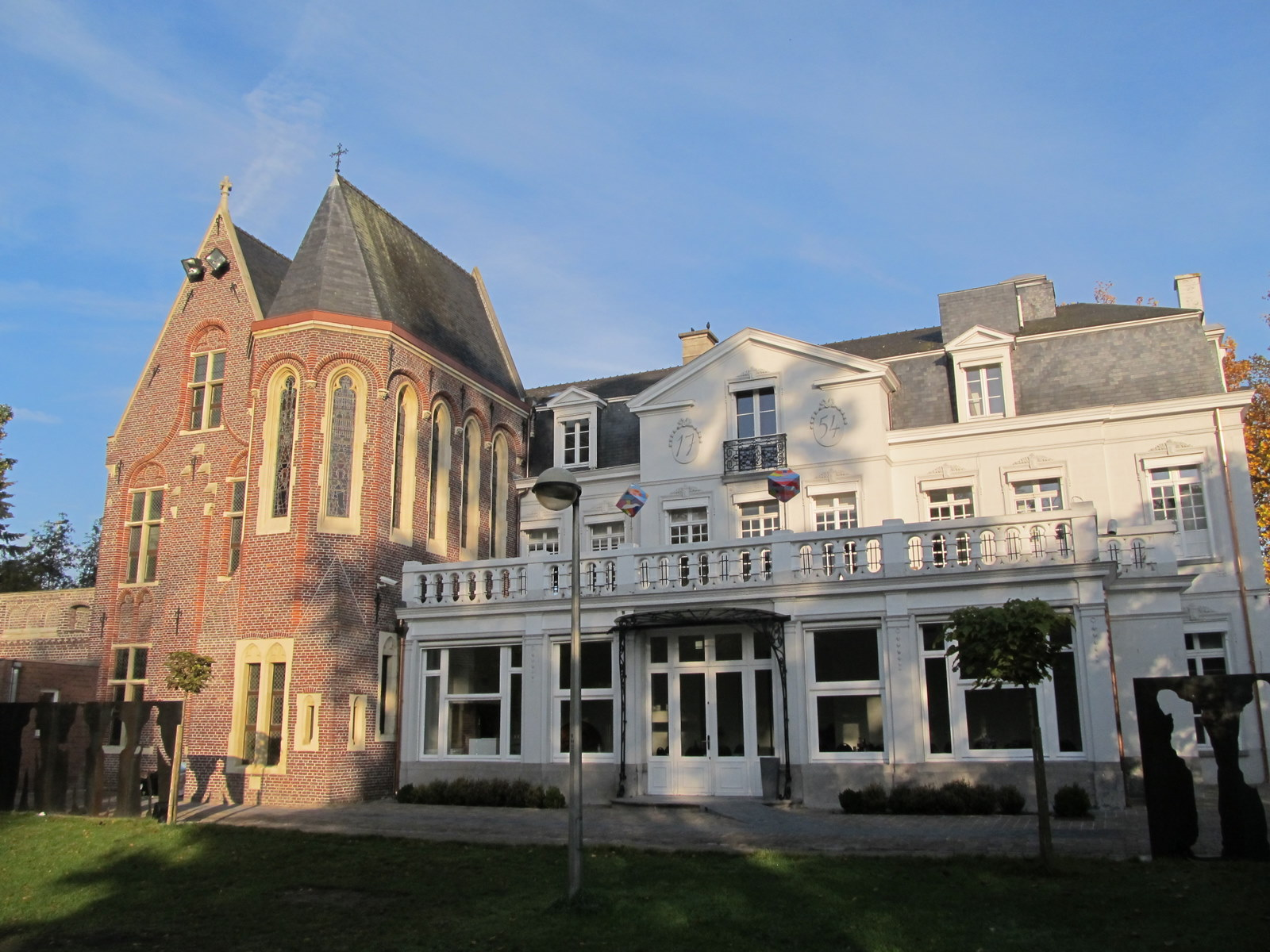
Het Maaltebruggekasteel langs de parkzijde

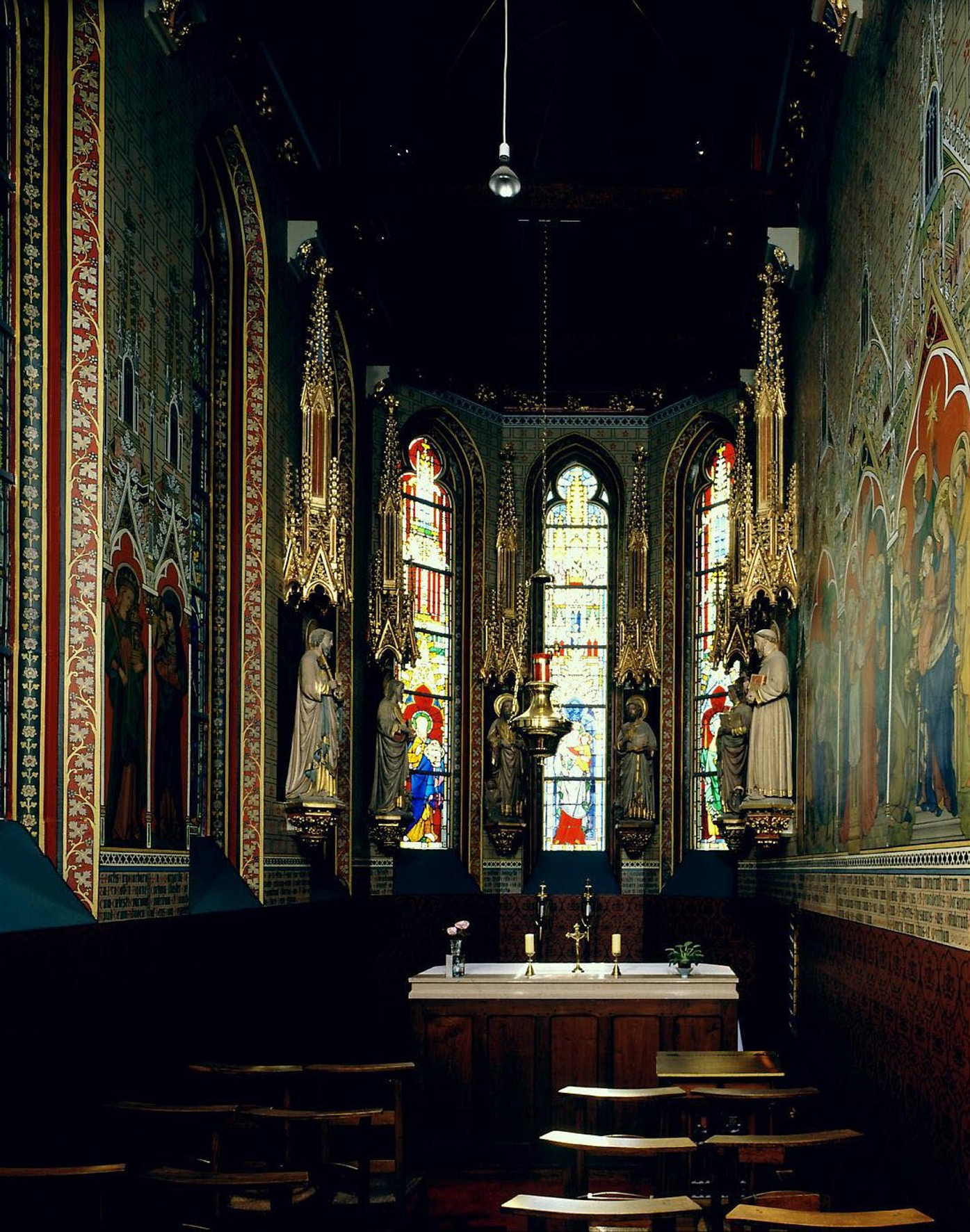
De kapel heeft een imposant neogotisch interieur met muurschilderingen van Jean-Baptiste Bethune

Het Maaltebruggekasteel, gelegen in het Maaltebruggepark aan de Gentse stadsrand, dateert vermoedelijk uit 1754 en werd in het begin van de 19e eeuw Château Maaltebrugge genoemd. Het was het buitenverblijf voor de familie de Hemptinne in de zomermaanden. Het kasteel zelf is gebouwd in classicistische stijl, maar de aangrenzende Maaltebruggekasteelkapel is neogotisch.
Nadat Charles de Hemptinne als laatste eigenaar in 1940 het kasteel voorgoed verliet, werd het kasteel en het aanpalende park in 1955 door de Stad Gent aangekocht. Het kasteel werd gebruikt als rusthuis, maar verkommerde. In 1999 werd het aangekocht door Frank De Palmenaer (oprichter ABO-Groep), die het renoveerde, en in 2005 in gebruik nam als feestzaal.